# Список астронавтів програми «Аполлон»

Емблема космічної програми «Аполлон» (1961—1975), метою якої була висадка людини на Місяць

У рамках програми «Аполлон», яка проводилася Національним управлінням з аеронавтики і дослідження космічного простору (НАСА), у період з грудня 1968 по грудень 1972 року 24 астронавти, усі чоловіки, здійснили дев'ять польотів на Місяць. Під час шести успішних місій, які передбачали посадку, 12 людей ступили на поверхню Місяця. Під час трьох останніх місій шестеро з них керували місяцеходами — так званими місячними автомобілями. Троє людей літали до Місяця двічі: один із них був на навколомісячній орбіті, а потім облетів Місяць, а двоє інших здійснювали посадки. Станом на 2025 рік, жодна людина, окрім цих 24, не виходила за межі низької навколоземної орбіти. Станом на червень 2024 року шестеро продовжують жити. На Місяці не побувала жодна жінка, але кілька інших живих істот облетіли Місяць або побували на навколомісячній орбіті, зокрема черепахи («Зонд-5», «Зонд-6» і «Зонд-7») і п'ять мишей (Фі, Фай, Фо, Фам і Фуї).
Дев'ять місій «Аполлонів» — -8 і -10…-17 — були пілотованими. «Аполлони» -4…-6 та AS-201 і AS-202 були безекіпажними, а AS-203 вважається випробувальним польотом. Програма «Аполлон» включала ще три пілотовані місії: «Аполлон-1» (AS-204) не злетів, а його екіпаж загинув під час пожежі в наземній капсулі, і «Аполлони» -7 і -9 були місіями на низькій навколоземній орбіті, призначені для перевірки компонентів космічних кораблів і відпрацювання маневрів стикування. Місії «Аполлон» -18, -19 і -20 були скасовані.
Пізніше 12 астронавтів здійснили польоти на невикористаних командних модулях «Аполлона» в рамках проєкту «Скайлеб» і випробувального проєкту «Союз — Аполлон» у рамках Програми прикладних досліджень «Аполлон». З 24 астронавтів, які літали на Місяць, двоє продовжили командувати місією «Скайлеб», один був командиром місії «Сюоз — Аполлон», один літав як командир на випробуваннях зближення й посадки «Спейс Шаттла», ще двоє командували орбітальними місіями «Спейс Шаттла».
Першими, хто побував на Місяці, були члени екіпажу «Аполлона-11» Ніл Армстронг та Базз Олдрін. Протягом наступних місій ще десятеро людей висадилися на Місяці. Усі вони є американцями за національністю.

## Члени основних екіпажів
Директором НАСА з управління польотами екіпажів під час програм «Джеміні» та «Аполлон» був Дональд Слейтон («Дік»), який входив до складу Mercury Seven — першої команди астронавтів. У вересні 1962 року його відсторонили від польотів через серцевий шум (пароксизмальну фібриляцію передсердь). У березні 1972 року Слейтон був відновлений у статусі пілота і взяв участь у місії випробувального проєкту «Союз — Аполлон» 1975 року.
Члени основних екіпажів, відібрані для реальних польотів, згруповані нижче за групами відбору астронавтів НАСА, а всередині кожної групи — у порядку обрання для польоту. Було розроблено дві версії космічного корабля «Аполлон» із Командно-службовим модулем (CSM): Block I, призначений для попередніх випробувань на низькій навколоземній орбіті; і Block II, перероблений для висадки на Місяць. Назви посад екіпажу Block I були:
- 1-ше місце: командир корабля
- 2-ге місце: старший пілот
- 3-тє місце: пілот.

Відповідні посади в Block II були такі:
- 1-ше місце: командир
- 2-ге місце: пілот Командного модуля
- 3-тє місце: пілот Місячного модуля.

Пілот 2-го крісла відповідав за астрономічну навігацію, забезпечуючи точне калібрування комп'ютера керування Командно-службовим модулем із реальним положенням космічного корабля, а пілот 3-го крісла виконував функції бортінженера, стежачи за справністю систем космічного корабля.

## Астронавти «Аполлона», відсортовані за датами їх відбору НАСА

### 1959 рік

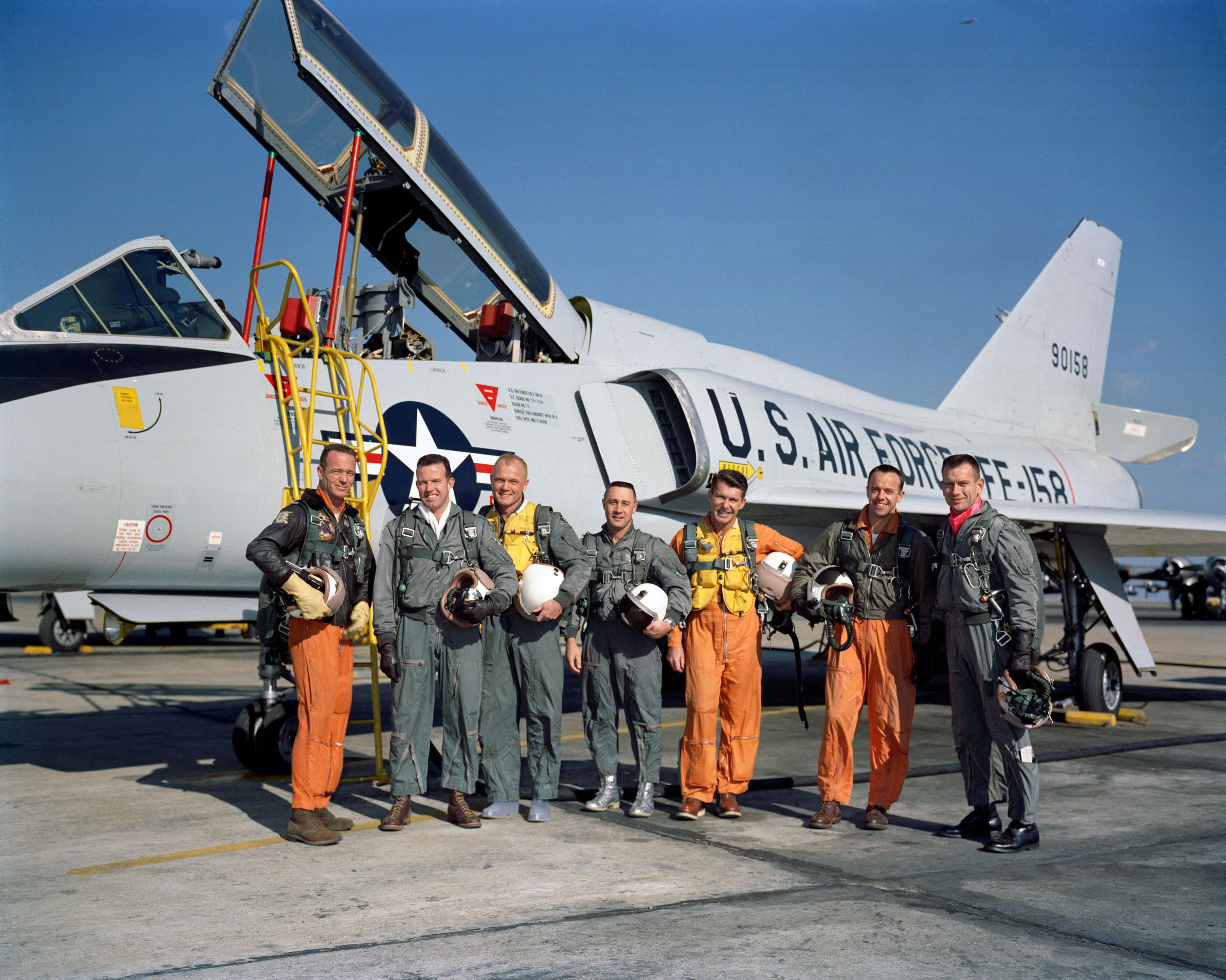
Астронавти місії «» (зліва направо): Скотт Карпентер, Гордон Купер, Джон Гленн, Вірджил Гріссом, Уоллі Ширра, Алан Шепард і Дональд Слейтон.

- Вірджил Гріссом[3] («Гус») розпочав свою кар'єру в НАСА в 1959 році[4][5]. У 1966 році його обрали командиром першого екіпажу «Аполлона», який здійснив політ на низьку навколоземну орбіту. Ця місія закінчилася за місяць до запланованого запуску: 27 січня 1967 року під час пожежі в кабіні на стартовому майданчику загинули Гріссом, Ед Вайт і Роджер Чаффі[6][7].
- Волтер Ширра[8] також розпочав свою кар'єру в НАСА в 1959 році[9]. У жовтні 1968 року він був обраний командиром-пілотом «Аполлона-7» — 11-денного випробування на низькій навколоземній орбіті тримісного Командно-службового модуля «Аполлона» і першого пілотованого польоту в рамках програми «Аполлон».
- Алан Шепард[10], перший американець, який досяг космосу на кораблі «Меркурій-7[en]» («Фрідом-7»), — спочатку був обраний командиром корабля «Джеміні-3», але через хворобу Меньєра був відсторонений від польоту на час польоту «Джеміні» і допомагав Дональду Слейтону в польотних операціях. Після операції Шепарду повернули льотний статус: він командував «Аполлоном-14» — третьою успішною місією висадки на Місяць.

### 1962 рік

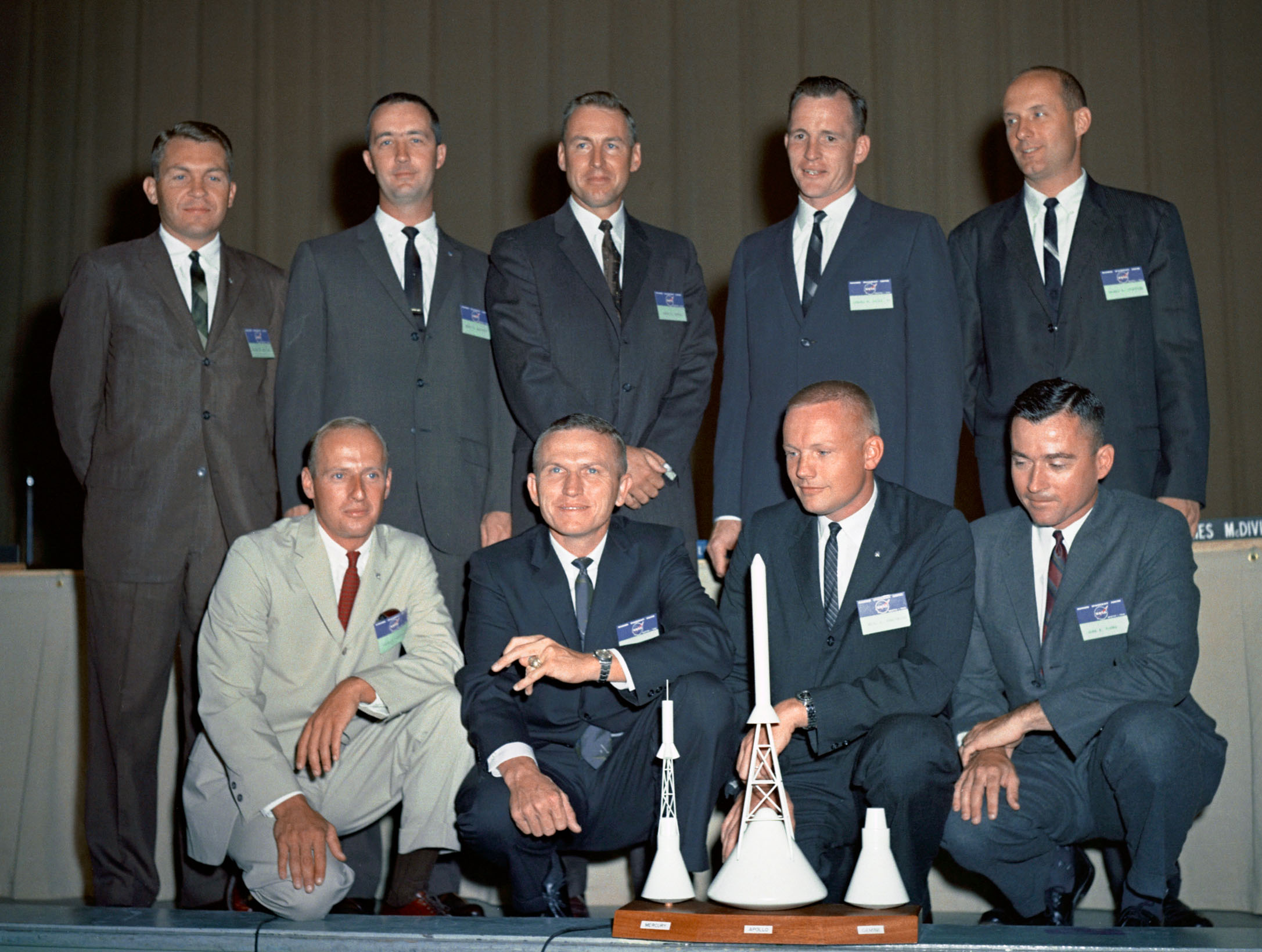
. Задній ряд:, Джеймс Макдівітт, Джеймс Ловелл, Ед Вайт, Томас Стаффорд.Передній ряд: Піт Конрад, Френк Борман, Ніл Армстронг, Джон Янг

Усі ці астронавти здійснювали польоти в рамках програми «Джеміні» і, за винятком Вайта, кожен із них командував однією місією «Джеміні» і однією місією «Аполлона»:
- Едвард Вайт[11] — ветеран другого екіпажу «Джеміні-4», перший американський астронавт, який здійснив вихід у відкритий космос. Обраний старшим пілотом (2-ге місце) на «Аполлоні-1». Загинув під час пожежі на «Аполлоні-1» разом із Вірджилом Гріссомом і Роджером Чаффі.
- Джеймс Макдівітт[12] — командир корабля «Джеміні-4», обраний наприкінці 1966 року для керування першим орбітальним польотом Місячного модуля «Аполлона» з Командно-службовим модулем. Ця місія відбулася в березні 1969 року як «Аполлон-9». Після польоту Макдівітт був призначений керівником операцій з висадки на Місяць, а в серпні 1969 року — керівником програми космічних кораблів «Аполлон».
- Френк Борман[13] — командир корабля «Джеміні-7[en]», обраний для управління випробуванням на високій навколоземній орбіті всього космічного корабля «Аполлон». Але затримки не дали змогу вчасно підготувати Місячний модуль до першого польоту в грудні 1968 року, і місію Бормана замінили на перший місячно-орбітальний політ Командно-службового модуля на «Аполлоні-8».
- Джеймс Ловелл[14] — ветеран «Джеміні-7» і командир «Джеміні-12[en]», пілот командного модуля (2-ге місце) на «Аполлоні-8». Ловелл став першим, хто здійснив другу місію «Аполлона» як командир «Аполлона-13», третьої спроби висадки на Місяць. Ця місія була невдалою через відмову електричної системи службового модуля, спричинену вибухом бака з рідким киснем[15]. Екіпажу вдалося безпечно повернутися на Землю. Ловелл — єдина людина, яка двічі літала на Місяць, не здійснивши жодної посадки.
- Томас Стаффорд[16] — ветеран другого екіпажу «Джеміні-6А[en]» і командир «Джеміні-9А[en]», командував випробуванням Місячного модуля на орбіті на «Аполлоні-10», а також керував місією випробувального проєкту «Союз — Аполлон».
- Джон Янг[17] — другий пілот «Джеміні-3>» і командир «Джеміні-10[en]», літав як пілот командного модуля «Аполлона-10». Пізніше Янг командував успішною висадкою на Місяць «Аполлона-16». Він також командував першим польотом космічного шатла «Колумбія» (політ STS-1) 12–14 квітня 1981 року, а також STS-9, теж на «Колумбії», 28 листопада — 8 грудня 1983 року.
- Ніл Армстронг[18] — командир «Джеміні-8», командир «Аполлона-11», перша людина, яка ступила на Місяць.
- Піт Конрад[19] — ветеран другого екіпажу «Джеміні-5[en]» і командир «Джеміні-11[en]», командував «Аполлоном-12», другою висадкою на Місяць. Потім він командував «Скайлебом-2», успішно завершивши ремонт космічного корабля, що врятувало його для цієї та двох наступних місій.

### 1963 рік

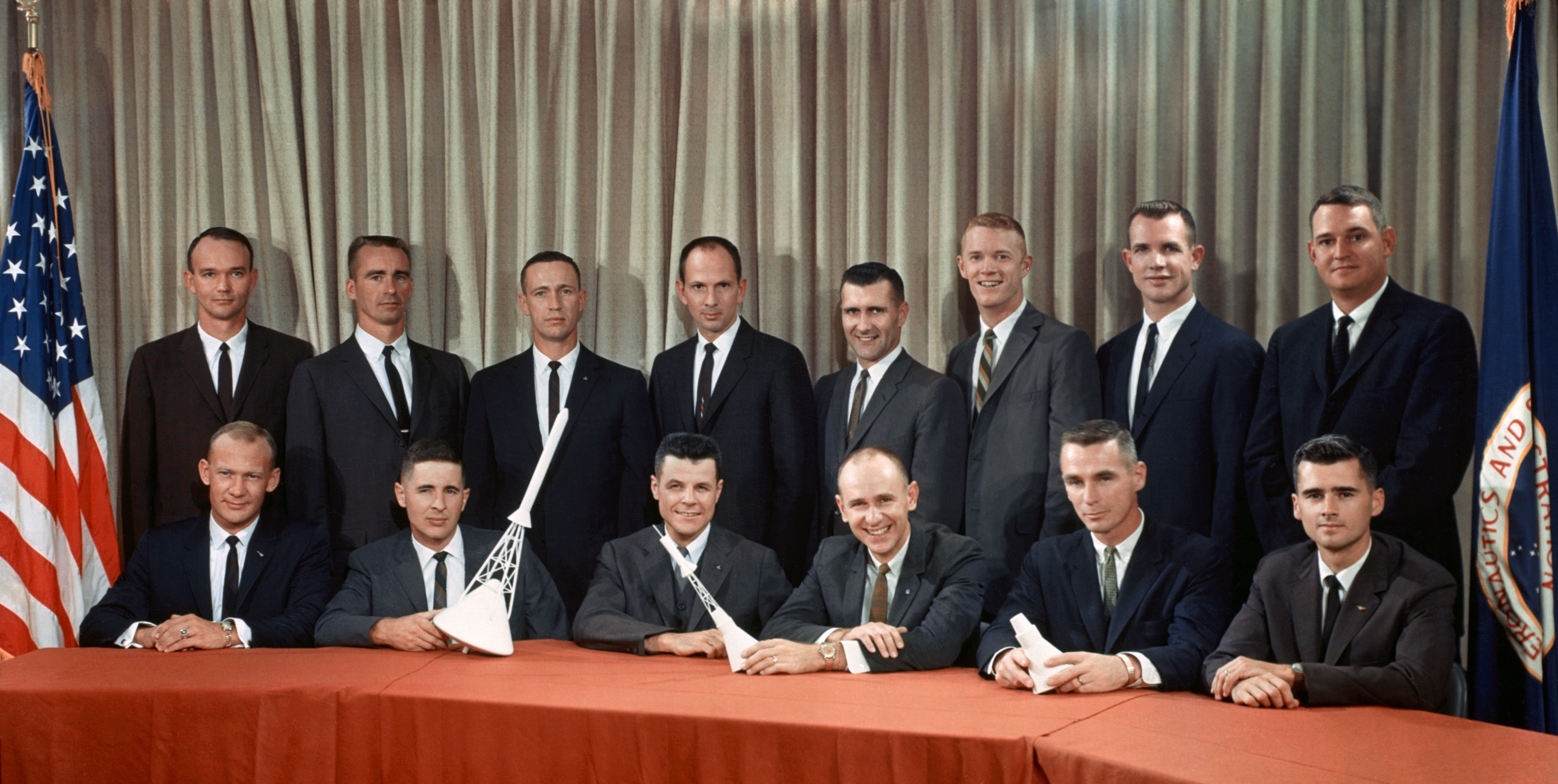
.

Це був перший набір астронавтів, для якого не вимагався досвід пілота-випробувача, але був потрібен досвід пілота військового реактивного винищувача. П'ятеро астронавтів із цієї групи отримали свій перший досвід космічного польоту як другі пілоти на «Джеміні»:
- Девід Скотт[20] — другий пілот «Джеміні-8», пілот командного модуля «Аполлона-9» і командир місії «Аполлон-15» з висадки на Місяць.
- Юджин Сернан[21] — другий пілот корабля «Джеміні-9А[en]», пілот місячного модуля корабля «Аполлона-10» і командир останньої місії з висадки на Місяць «Аполлон-17».
- Майкл Коллінз[22] — другий пілот «Джеміні-10[en]», пілот Командного модуля «Аполлона-11».
- Базз Олдрін[23] — другий пілот «Джеміні-12[en]», пілот Місячного модуля «Аполлона-11».
- Річард Гордон[24] — другий пілот на «Джеміні-11[en]», пілот Командного модуля «Аполлона-12». Був обраний командиром місії «Аполлон-18», яка згодом була скасована.

Решта шестеро членів цієї групи були відібрані для своїх перших космічних польотів на «Аполлонах»:
- Роджер Чаффі — обраний пілотом (3-тє місце) на «Аполлоні-1», загинув у пожежі разом із Гріссомом і Вайтом.
- Донн Ейсел[25] — другий пілот корабля «Аполлон-7».
- Волтер Каннінгем[26] — третій пілот «Аполлона-7».
- Рассел Швайкарт[27] — пілот Місячного модуля «Аполлон-9». Швайкарт виконав вихід у відкритий космос, випробувавши портативну систему життєзабезпечення, яка використовувалася на Місяці.
- Вільям Андерс[28] — третій пілот «Аполлона-8».
- Алан Бін[29] — пілот Місячного модуля «Аполлона-12». Пізніше він був командиром «Скайлеб-3».

### 1965 рік

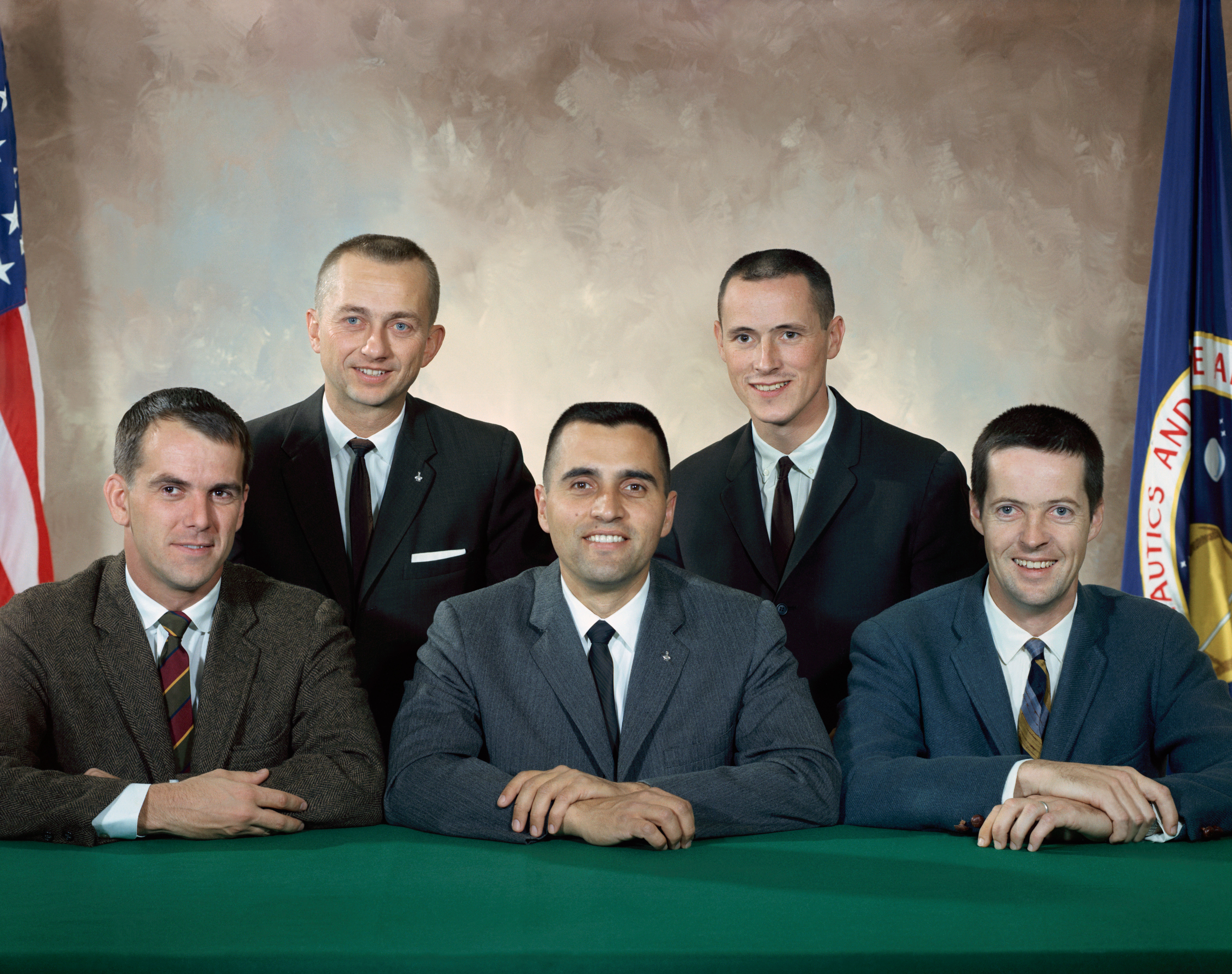
— група астронавтів-вчених; Гаррісон Шмітт (у центрі) став першим астронавтом-вченим НАСА, який полетів у космос.

У червні 1965 року НАСА визначило групу з п'яти вчених-астронавтів — першу групу, яка отримала кваліфікацію за науковий ступінь, а не за випробування або досвід військового пілота (Базз Олдрін і Юджин Сернан були відібрані до третьої групи, не маючи досвіду пілотування випробувальних літаків, хоча обидва були військовими пілотами відповідно у ВПС та ВМС.). Геолог Гаррісон Шмітт («Джек») брав активну участь у геологічній підготовці астронавтів, які висадилися на Місяць, а також допомагав аналізувати привезені на Землю зразки та готувати звіти про місію. У 1970 році його обрали пілотом Місячного модуля для запасного екіпажу «Аполлона-15» і основного екіпажу «Аполлона-18». Коли через скорочення програми були скасовані місії з 18–20, місячна геологічна спільнота НАСА наполягла на тому, щоб на Місяць відправили хоча б одного геолога, тому Слейтон перевів Шмітта на «Аполлона-17».

### 1966 рік

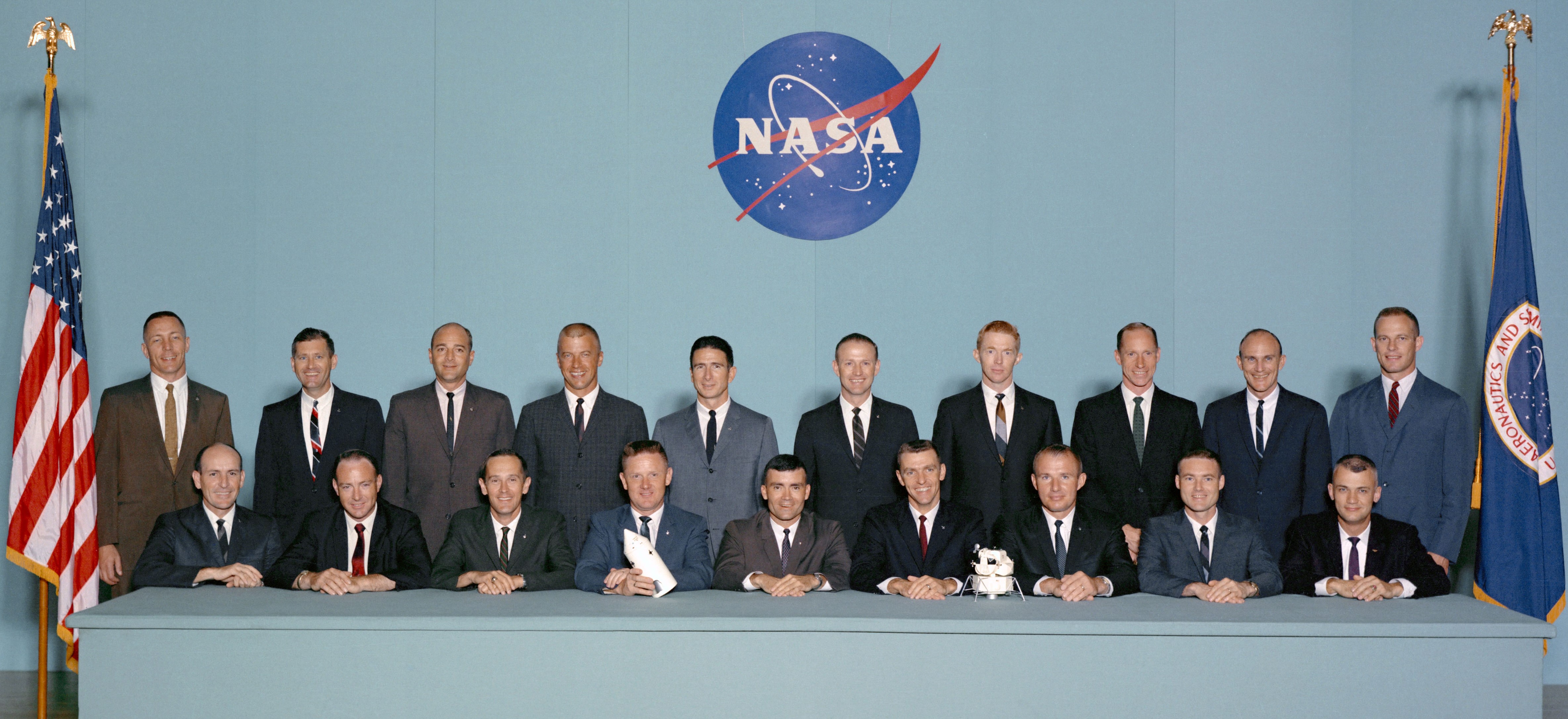
.

У квітні 1966 року НАСА визначило додаткову групу з 19 астронавтів. Жоден із них не мав досвіду космічних польотів до місії «Аполлон».
- Кен Маттінглі[30] — обраний головним пілотом Командного модуля «Аполлона-13», Маттінглі за кілька днів до польоту заразився краснухою і лікар відсторонив його від польоту, хоча врешті-решт він не захворів. Він помінявся місцями зі своїм дублером і полетів на «Аполлоні-16». Він також літав на STS-4 і STS-51-C.
- Джон Свайгерт[31] — літав як дублер Маттінглі на «Аполлона-13».
- Фред Хейз[en][32] — літав як пілот Місячного модуля на невдалій місії «Аполлон-13». Хейз був обраний командиром місії «Аполлон-19», яка передбачала висадку на Місяць, але була скасована. Пізніше Хейз був призначений командиром першого екіпажу для випробувань шатлів на зближення та посадку[en] на «Ентерпрайзі» — прототипі космічних кораблів «Спейс Шаттл».
- Стюарт Руса[33] — пілот Командного модуля «Аполлона-14».
- Едгар Мітчелл[34] — пілот Місячного модуля «Аполлона-14».
- Альфред Ворден[en][35] — пілот Командного модуля «Аполлона-15».
- Джеймс Ірвін[36] — пілот Місячного модуля «Аполлона-15».
- Чарльз Дюк[37] — уперше став відомий широкому загалу як фахівець з поширення інформації під час висадки на Місяць корабля «Аполлон-11»; відомий цитатою: «…ми вас чуємо на землі. У вас там купа хлопців, які ось-ось посиніють; ми знову дихаємо. Дуже дякуємо»[38]. Дюк літав пілотом Місячного модуля на кораблі «Аполлон-16».
- Роналд Еванс[39] — пілот командного модуля «Аполлона-17».

## Космонавти, які готувалися до польоту на «Аполлонах», але не полетіли
- Гордон Купер[40] — член групи «Меркурій-7», ветеран місії Faith 7[en] «Меркурій-7» і командир корабля «Джеміні-5[en]», був замінений Аланом Шепардом на посаді командира «Аполлона-14» і звільнився з НАСА в 1970 році.
- Кліфтон Вільямс[en][41] — належав до Третьої групи астронавтів НАСА; був призначений дублером пілота Місячного модуля Рассела Швайкарта, але загинув 5 жовтня 1967 року, коли літак T-38, яким він керував, розбився поблизу Таллахассі, Флорида. Його замінив Алан Бін, який полетів на «Аполлоні-12».
- Венс Бренд[42] — належав до П'ятої групи астронавтів НАСА; був членом екіпажу підтримки «Аполлонів» -8 і -13; був призначений пілотом-дублером Командного модуля «Аполлона-15». У 1975 році літав у космос у рамках проєкту «Союз — Аполлон» (який не входив у програму «Аполлон»). Також літав на шатлах як командир місій STS-5, STS-41-B і STS-35.
- Едвард Гівенс[en][43] — член П'ятої групи астронавтів НАСА[en]; був членом екіпажу підтримки «Аполлона-7». 6 червня 1967 року загинув в автокатастрофі поблизу Х'юстона, штат Техас.
- Джо Енгл[en][44] — член П'ятої групи астронавтів НАСА[en]; спочатку був призначений пілотом місячного модуля «Аполлон-17», але втратив своє місце на користь Гаррісон Шмітта. Після «Аполлона» брав участь у випробуваннях підльоту і посадки космічного човна «Спейс Шаттл», а потім командував польотами STS-2 і STS-51-I.

## Астронавти «Аполлона», які висаджувалися на Місяць
У період з липня 1969 року по грудень 1972 року на Місяць висаджувалися 12 чоловіків, які здійснили шість посадок на Місяць у рамках програми «Аполлон». Усі вони здійснили по одній посадці. Під час п'яти польотів вони два або більше разів виходили з Місячного модуля для позакорабельних робіт. Станом на січень 2025 року четверо з них живі, їхній середній вік — 91 рік. Більшість астронавтів того часу були військовослужбовцями і під час служби в НАСА вважалися такими, що перебувають на дійсній військовій службі. У кількох виняткових випадках вони вважалися цивільними астронавтами НАСА безвідносно їхньої попередньої військової служби.
Під час останньої з трьох виправлень «Аполлона-17» Гаррісон Шмітт вийшов із Місячного модуля «Аполлона» на поверхню Місяця після Юджина Сернана і, таким чином, став 12-ю і останньою людиною, яка ступила на Місяць. У Місячний модуль Сернан увійшов останнім і, таким чином, став останньою людиною, яка ходила по Місяцю.
Алан Шепард був найстаршою людиною, яка ходила по Місяцю: у цей момент йому було 47 років 80 днів. Наймолодшим був Чарльз Дюк: 36 років 201 день.
У рамках місії «Аполлон-13» на поверхню Місяця мали вийти Джим Ловелл і Фред Хейз, але після вибуху в Службовому модулі посадку на Місяць довелося скасувати. Хейз мав ще один шанс висадитися на Місяць як командир «Аполлона-19», але 2 вересня 1970 року всі місії «Аполлонів» після -17 були скасовані.
Джо Енгл тренувався в запасному екіпажі «Аполлона-14» для дослідження Місяця разом із Сернаном, але в основному екіпажі «Аполлона-17» його замінив Шмітт. Шмітт раніше був членом екіпажу разом із пілотом командного модуля «Аполлон-12» Діком Гордоном і очікував польоту на «Аполлоні-18», але після скасування «Аполлонів» -18 і -19 Шмітт замінив Енгла в «Аполлоні-17», залишивши Гордона останнім астронавтом «Аполлона», який пройшов інтенсивну підготовку до місячної експедиції, але на Місяць так і не висадився.

### Список астронавтів, які висаджувалися на Місяць
|    | Фотографія | Ім'я і група                                     | Дата народження       | Дата смерті           | Вік на момент висадження    | Політ        | Час посадки Місячного модуля (UTC) | Час злету Місячного модуля (UTC) | Тривалість перебування на поверхні Місяця | Кількість виходів на поверхню Місяця | Загальна тривалість перебування на поверхні Місяця | Служба в збройних силах     | Альма матер                                                                                          |
| -- | ---------- | ------------------------------------------------ | --------------------- | --------------------- | --------------------------- | ------------ | ---------------------------------- | -------------------------------- | ----------------------------------------- | ------------------------------------ | -------------------------------------------------- | --------------------------- | --- |
| 1  |            | Ніл Армстронг (Друга група астронавтів НАСА)     | 05.08.1930            | 25.08.2012 (82 роки)  | 38 років 11 місяців 15 днів | «Аполлон-11» | 20.07.1969 о 20:17                 | 21.07.1969 о 17:54               | 21 год 37 хв                              | 1                                    | 2 год 31 хв                                        | Цивільний (ветеран ВМС США) | Університет Пердью, Університет Південної Каліфорнії                                                 |
| 2  |            | Базз Олдрін (Третя група астронавтів НАСА)       | 20.01.1930 (95 років) |                       | 39 років 6 місяців 0 днів   | «Аполлон-11» | 20.07.1969 о 20:17                 | 21.07.1969 о 17:54               | 21 год 37 хв                              | 1                                    | 2 год 31 хв                                        | Повітряні сили США          | Військова академія США, Массачусетський технологічний інститут                                       |
| 3  |            | Піт Конрад (Друга група астронавтів НАСА)        | 02.06.1930            | 08.07.1999 (69 років) | 39 років 5 місяців 17 днів  | «Аполлон-12» | 19.11.1969 о 6:54                  | 20.11.1969 о 14:25               | 1 д 7 год 31 хв                           | 2                                    | 7 год 45 хв                                        | ВМС США                     | Принстонський університет                                                                            |
| 4  |            | Алан Бін (Третя група астронавтів НАСА)          | 15.03.1932            | 26.05.2018 (86 років) | 37 років 8 місяців 4 дня    | «Аполлон-12» | 19.11.1969 о 6:54                  | 20.11.1969 о 14:25               | 1 д 7 год 31 хв                           | 2                                    | 7 год 45 хв                                        | ВМС США                     | Техаський університет в Остіні                                                                       |
| 5  |            | Алан Шепард (Mercury Seven)                      | 18.11.1923            | 21.07.1998 (74 роки)  | 47 років 2 місяці 18 днів   | «Аполлон-14» | 05.02.1971 о 9:18                  | 06.02.1971 о 18:48               | 1 д 9 год 30 хв                           | 2                                    | 9 год 22 хв                                        | ВМС США                     | Військово-морська академія США, Воєнний коледж ВМС США                                               |
| 6  |            | Едгар Мітчелл (П'ята група астронавтів НАСА)     | 17.09.1930            | 04.02.2016 (85 років) | 40 років 4 місяці 19 днів   | «Аполлон-14» | 05.02.1971 о 9:18                  | 06.02.1971 о 18:48               | 1 д 9 год 30 хв                           | 2                                    | 9 год 22 хв                                        | ВМС США                     | Університет Карнегі-Меллон, Вища військово-морська школа США, Массачусетський технологічний інститут |
| 7  |            | Девід Скотт (Третя група астронавтів НАСА)       | 06.06.1932 (93 роки)  |                       | 39 років 1 місяць 25 дні    | «Аполлон-15» | 30.07.1971 о 22:16                 | 02.08.1971 о 17:11               | 2 д 18 год 55 хв                          | 3                                    | 18 год 34 хв                                       | Повітряні сили США          | Університет Мічигану, Військова академія США, Массачусетський технологічний інститут                 |
| 8  |            | Джеймс Ірвін (П'ята група астронавтів НАСА)      | 17.03.1930            | 08.08.1991 (61 рік)   | 41 рік 4 місяці 14 днів     | «Аполлон-15» | 30.07.1971 о 22:16                 | 02.08.1971 о 17:11               | 2 д 18 год 55 хв                          | 3                                    | 18 год 34 хв                                       | Повітряні сили США          | Військово-морська академія США, Університет Мічигану                                                 |
| 9  |            | Джон Янг (Друга група астронавтів НАСА)          | 24.09.1930            | 05.01.2018 (87 років) | 41 рік 6 місяців 28 днів    | «Аполлон-16» | 21.04.1972 о 2:23                  | 24.04.1972 о 1:25                | 2 д 23 год 2 хв                           | 3                                    | 20 год 14 хв                                       | ВМС США                     | Технологічний інститут Джорджії                                                                      |
| 10 |            | Чарльз Дюк (П'ята група астронавтів НАСА)        | 03.10.1935 (89 років) |                       | 36 років 6 місяців 18 днів  | «Аполлон-16» | 21.04.1972 о 2:23                  | 24.04.1972 о 1:25                | 2 д 23 год 2 хв                           | 3                                    | 20 год 14 хв                                       | Повітряні сили США          | Військово-морська академія США, Массачусетський технологічний інститут                               |
| 11 |            | Юджин Сернан (Третя група астронавтів НАСА)      | 14.03.1934            | 16.01.2017 (82 роки)  | 38 років 9 місяців 7 днів   | «Аполлон-17» | 11.12.1972 о 19:54                 | 14.12.1972 о 22:54               | 3 д 3 год 0 хв                            | 3                                    | 22 год 3 хв                                        | ВМС США                     | Університет Пердью, Вища військово-морська школа США                                                 |
| 12 |            | Гаррісон Шмітт (Четверта група астронавтів НАСА) | 03.07.1935            |                       | 37 років 5 місяців 8 днів   | «Аполлон-17» | 11.12.1972 о 19:54                 | 14.12.1972 о 22:54               | 3 д 3 год 0 хв                            | 3                                    | 22 год 3 хв                                        | Цивільний                   | Каліфорнійський технологічний інститут, Університет Осло, Гарвардський університет                   |

## Астронавти «Аполлона», які літали до Місяця, але не висаджувалися на нього
Окрім 12 людей, які висаджувалися на поверхню Місяця, були ще 12, які наближалися на 0,001 місячної відстані до його поверхні. Станом на листопад 2024 року двоє з них живі, їхній середній вік — 94 роки. Під час кожного із шести успішних польотів до Місяця двоє астронавтів висаджувалися на його поверхню, а один залишався на навколомісячній орбіті. Крім того, на навколомісячну орбіту виходили екіпажі «Аполлонів» -8 і -10, які складалися з трьох осіб, а екіпаж «Аполлона-13» облетів Місяць траєкторіїєю вільного повернення.
Усі дев'ять пілотованих місій на Місяць відбулися в рамках програми «Аполлон» протягом майже чотирьох років — з 21 грудня 1968 року по 19 грудня 1972 року. 24 людини, які полетіли на Місяць, — це єдині люди, які подорожували за межі низької навколоземної орбіти.
Джим Ловелл, Джон Янг і Юджин Сернан — єдині люди, які літали до Місяця двічі. Янг і Сернан ступили на Місяць під час своїх других місячних місій, а Ловелл — єдина людина, яка двічі полетіла на Місяць, не висаджуючись на нього.
Під час своєї першої місячної місії на «Аполлоні-10» Сернан повторив рекорд Білла Андерса, установлений на «Аполлоні-8», як наймолодша людина, що літала на Місяць. На момент запуску їм обом було 35 років 65 днів, а на момент виходу на навколомісячну орбіту — 35 років 68 днів. Найстаршою людиною, яка літала на Місяць, був Алан Шепард: він ступив на його поверхню під час місії «Аполлоні-14». На момент запуску йому було 47 років 74 дні, а на момент виходу на навколомісячну орбіту — 47 років 78 днів.
Джим Ловелл і Фред Хейз повинні були вийти на поверхню Місяця у рамках місії «Аполлон-13», але посадку на Місяць довелося скасувати через серйозну несправність на шляху до Місяця. Хейз знову мав шанс вийти на Місяць як командир «Аполлона-19», але 2 вересня 1970 року польоти «Аполлонів» -18 і -19 скасували. На «Аполлоні-13» Ловелл, Свігерт і Хейз пролетіли траєкторією вільного повернення вище над 180-м меридіаном Місяця (навпроти Землі), ніж будь-хто інший (254 км). За збігом обставин, через відстань Місяця від Землі на той час, 15 квітня 1970 року о 0:21 UTC вони одночасно встановили поточний рекорд найбільшої відстані від Землі, досягнувши висоти 400 171 км над рівнем моря.
|    | Фотографія | Ім'я і група                                  | Дата народження       | Дата смерті           | Вік   | Політ                                                | Служба в збройних силах     | Примітки |
| -- | ---------- | --------------------------------------------- | --------------------- | --------------------- | ----- | ---------------------------------------------------- | --------------------------- | --- |
| 1  |            | Френк Борман (Друга група астронавтів НАСА)   | 14.03.1928            | 07.11.2023 (95 років) | 40    | «Аполлон-8» 21–27.10.1968                            | Повітряні сили США          | |
| 2  |            | Джим Ловелл (Друга група астронавтів НАСА)    | 25.03.1928 (97 років) |                       | 40 42 | «Аполлон-8» 21–27.10.1968 «Аполлон-13» 11–17.04.1970 | ВМС США                     | Мав здійснити посадку на Місяці в рамках місії «Аполлон-13». Єдина людина, яка літала на Місяць двічі, але так і не приземлилася на нього.                                            |
| 3  |            | Вільям Андерс (Третя група астронавтів НАСА)  | 17.10.1933            | 07.06.2024 (90 років) | 35    | «Аполлон-8» 21–27.12.1968                            | Повітряні сили США          | |
| 4  |            | Томас Стаффорд (Друга група астронавтів НАСА) | 17.09.1930            | 18.03.2024 (93 роки)  | 38    | «Аполлон-10» 18–26.05.1969                           | Повітряні сили США          | Пізніше брав участь у польоті в рамках проєкту «Союз — Аполлон». |
| 5  |            | Майкл Коллінз (Третя група астронавтів НАСА)  | 31.10.1930            | 28.04.2021 (90 років) | 38    | «Аполлон-11» 16–24.07.1969                           | Повітряні сили США          | |
| 6  |            | Дік Гордон (Третя група астронавтів НАСА)     | 05.10.1929            | 06.11.2017 (88 років) | 40    | «Аполлон-12» 14–24.11.1969                           | ВМС США                     | Готувався висадитися на Місяць у рамках місії «Аполлон-18», яка була скасована. |
| 7  |            | Джон Свайгерт (П'ята група астронавтів НАСА)  | 30.08.1931            | 27.12.1982 (51 рік)   | 38    | «Аполлон-13» 11–17.04.1970                           | Повітряні сили США          | |
| 8  |            | Фред Хейз (П'ята група астронавтів НАСА)      | 14.11.1933 (91 рік)   |                       | 36    | «Аполлон-13» 11–17.04.1970                           | Marines, Повітряні сили США | Готувався висадитися на Місяць у рамках місії «Аполлон-19» і був призначений її командиром, але її скасували. Пізніше літав на «Спейс Шаттлі» у рамках тестів на зближення й посадку. |
| 9  |            | Стюарт Руса (П'ята група астронавтів НАСА)    | 16.08.1933            | 12.12.1994 (61 рік)   | 37    | «Аполлон-14» 31.01.1971—09.02.1971                   | Повітряні сили США          | Перебував у черзі на політ і посадку в рамках скасованої місії «Аполлон-20». |
| 10 |            | Альфред Ворден (П'ята група астронавтів НАСА) | 07.02.1932            | 18.03.2020 (88 років) | 39    | «Аполлон-15» 26.07.1971—07.08.1971                   | Повітряні сили США          | |
| 11 |            | Кен Маттінглі (П'ята група астронавтів НАСА)  | 17.03.1936            | 31.10.2023 (87 років) | 36    | «Аполлон-16» 16–27.04.1972                           | ВМС США                     | Пізніше здійснив два польоти на «Спейс Шаттлах». |
| 12 |            | Роналд Еванс (П'ята група астронавтів НАСА)   | 10.11.1933            | 07.04.1990 (56 років) | 39    | «Аполлон-17» 07–19.12.1972                           | ВМС США                     | |

## Діяльність на поверхні Місяця

### «Аполлон-11»
Зійшовши з Місячного модуля на поверхню Місяця, Ніл Армстронг промовив свою знамениту фразу:
Це один маленький крок для людини, але величезний стрибок для людства.
Після цього він зібрав зразки на випадок непередбачуваних обставин — лопатку місячного ґрунту на випадок надзвичайної ситуації, яка вимагатиме негайного старту. Армстронг зняв телекамеру з Місячного модуля і встановив її на триногу. Після цього, приблизно через 19 хвилин після Армстронга, на поверхню Місяця вийшов Базз Олдрін. Їх не одразу вдалося встановити американський прапор на місячному ґрунті. Олдрін став перед відеокамерою і почав експериментувати з різними способами пересування по поверхні. Під час цих експериментів Армстронгу й Олдріну зателефонував тодішній президент США Річард Ніксон; він привітав їх з успішною посадкою.
Потім Олдрін взявся почав документувати стан Місячного модуля, щоб переконатися в безпечності майбутнього старту з Місяця. Підготувавши кілька експериментів разом з Армстронгом, Олдрін почав забивати трубку в місячний ґрунт, щоб видобути зразок. Астронавти завантажили зразки місячного ґрунту в Місячний модуль, а безпосередньо перед тим, як закрити люк, винесли з нього непотрібні предмети. Більшу частину фотозйомки на поверхні Місяця виконав Армстронг, тому є лише п'ять його фотографій на Місяці.

### «Аполлон-15»
Посадивши Місячний модуль неподалік борозни Гедлі, Девід Скотт здійснив свій єдиний «вихід у відкритий космос»: він вийшов із модуля через його верхній люк, використовуючи його як височину для уточнення розташування навколишніх геологічних об'єктів і прокладення маршрутів, якими він зі своїм напарником Джеймсом Ірвіном подорожуватимуть протягом наступних днів. Скотт став першим, хто керував на Місяці транспортним засобом: він був водієм Місячного автомобіля (LRV). Скотт і Ірвін більш ніж удвічі перевищили тривалість позакорабельної діяльності місії «Аполлона-14». Після останньої поїздки, перебуваючи перед телекамерою поблизу Місячного модуля, Скотт продемонстрував доказ теорії Галілео Галілея про те, що у вакуумі всі предмети падають з однаковою швидкістю: він кинув молоток і пір'їнку — вони впали одночасно.
Незабаром після Скотта, командира корабля, на поверхню Місяця вийшов Ірвін. Будучи першим пасажиром Місячного автомобіля, він часто відчував сильну тряску, коли Скотт робив різкі маневри, об'їжджаючи невеликі кратери. Саме Ірвін під час другого виходу на поверхню Місяця помітив камінь Буття і допоміг Скотту взяти цей шматочок ранньої місячної кори. Перебуваючи на поверхні Місяця, Ірвін, глибоко віруючий християнин, цитував Книгу псалмів, а згодом став євангелістом.

## Астронавти програми «Аполлон», які не літали на Місяць
Окрім дев'яти польотів на Місяць, у рамках програми «Аполлон» було здійснено два пілотовані польоти на навколоземній орбіті, які призначалися для випробування космічного корабля:
- «Аполлон-7» — для випробування Командно-службового модуля (CSM);
- «Аполлон-9» — для випробування Місячного модуля (LM, на той момент LEM).

Із шести астронавтів, які брали участь у цих місіях, п'ять не брати участі у жодному польоті на Місяць.
Окрім пілотованих «Аполлонів» -7 і -9, частиною програми «Аполлон» (точніше, її розширення — Програми прикладних досліджень «Аполлон», AAP) вважаються три місії «Скайлеб» і проєкт «Союз — Аполлон» (ASTP), у рамках яких здійснювалися польоти Командно-службового модуля на навколоземній орбіті. Трьома з цих чотирьох польотів командували ветерани Конрад, Бін і Стаффорд, але решта членів екіпажу були новачками і з огляду на це не мали можливості брати участь у польотах на Місяць. Із семи новачків, які літали в рамках проєкту «Скайлеб», троє — Пол Вайц, Оуен Герріотт і Джек Лусма — знову літали в космос на «Спейс Шаттлах». Венс Бранд літав у рамках проєкту «Союз — Аполлон» як пілот Командного модуля і командував трьома місіями «Шаттлів». За винятком Герріотта, усі астронавти програми «Аполлон», які також літали на «Шаттлах», виконували функції командира.
- Волтер Ширра — командир «Аполлона-7».
- Донн Ейсел — пілот Командного модуля «Аполлона-7».
- Ронні Волтер Каннінгем — пілот місячного модуля «Аполлона-7».
- Джеймс Макдівітт — командир «Аполлона-9».
- Рассел Швайкарт — пілот Місячного модуля «Аполлона-9».
- Джозеф Кервін — науковий пілот «Скайлеб-2»
- Пол Вайц — пілот «Скайлеб-2»
- Оуен Герріотт — науковий пілот «Скайлеб-3»
- Джек Р. Лусма — пілот «Скайлеб-3»
- Джеральд Карр — командир «Скайлеб-4»
- Едвард Гібсон — науковий пілот «Скайлеб-4»
- Вільям Поуг — пілот «Скайлеб-4»
- Венс Бранд — пілот командного модуля «Союз — Аполлон»
- Дональд Слейтон — пілот стикувального модуля «Союз — Аполлон»

## Космонавти, які загинули під час програми «Аполлон»
У процесі підготовки до першої пілотованої місії «Аполлон» — «Аполлон-1» — троє астронавтів загинули під час наземних випробувань.
- Вірджил Гріссом — пілот-командир.
- Едвард Вайт — старший пілот.
- Роджер Чаффі — пілот.

Імена всіх трьох вигравіювані на алюмінієвій скульптурі «Полеглий астронавт», яку 1 серпня 1971 року командир «Аполлона-15» Девід Скотт установив на Місяці.